# Schulstraße 7 (Quedlinburg)

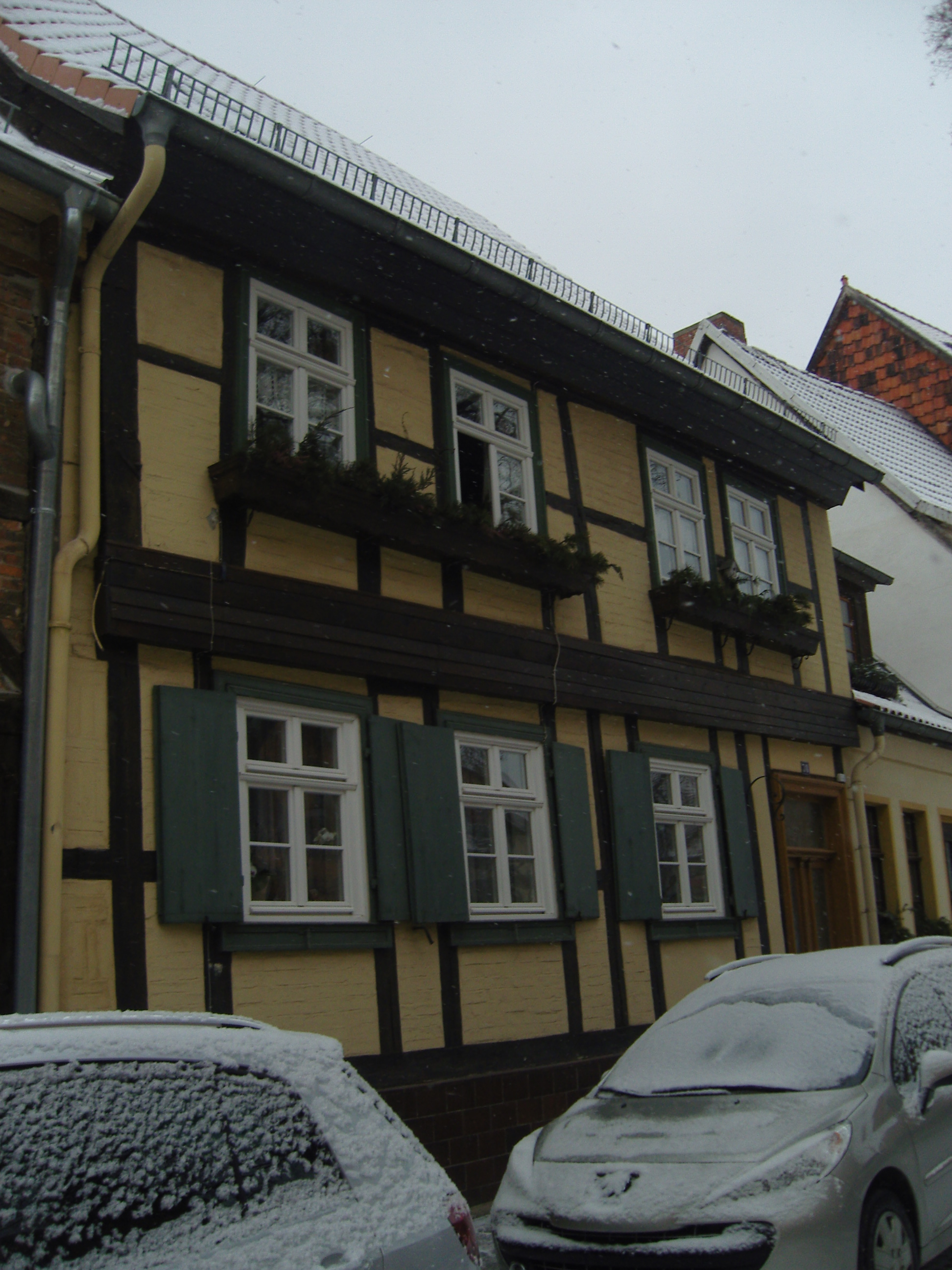
Haus Schulstraße 7

Das Haus Schulstraße 7 ist ein denkmalgeschütztes Gebäude in der Stadt Quedlinburg in Sachsen-Anhalt.

## Lage
Das im Quedlinburger Denkmalverzeichnis eingetragene Wohnhaus gehört zum UNESCO-Weltkulturerbe und befindet sich auf der Südseite der Schulstraße im nordöstlichen Teil der historischen Quedlinburger Altstadt. Östlich grenzt das gleichfalls denkmalgeschützte Haus Schulstraße 6 an.

## Architektur und Geschichte
Das zweigeschossige Fachwerkhaus wurde um 1760 vollständig erneuert. Hierbei kamen ältere, bereits aus der Zeit um 1500 stammende Hölzer zum Einsatz. Darüber hinaus erhielt das Gebäude eine Profilbohle.